# Espectroscopia nuclear
La espectroscopia nuclear es un grupo de métodos que utiliza las propiedades de un núcleo para sondear las propiedades del material. Por emisión o absorción de radiación del núcleo se obtiene información de la estructura local, como interacción de un átomo con sus vecinos más cercanos. O se detecta un espectro de radiación del núcleo. La mayoría de los métodos se basan en interacciones hiperfinas, que son la interacción del núcleo con la interacción de los electrones de su átomo y su interacción con los átomos vecinos más cercanos, así como con campos externos. La espectroscopia nuclear se aplica principalmente a sólidos y líquidos, raramente a gases. Sus métodos son herramientas importantes en la física de la materia condensada y la química del estado sólido.

## Métodos
En física nuclear, estos métodos se utilizan para estudiar las propiedades del propio núcleo.
Métodos para estudios del núcleo:
- espectroscopia gamma
- Espectroscopia hipernuclear[6]

Métodos para estudios de materia condensada:
- Resonancia magnética nuclear (RMN)
- Espectroscopia Mössbauer
- Correlación angular perturbada (espectroscopia PAC, TDPAC, PAC)
- Espectroscopia de espín de muones
- orientación nuclear
- Canalización
- Análisis de reacciones nucleares
- Resonancia de cuadrupolo nuclear (NQR)